# Craig MacTavish
Craig MacTavish (né le  15 août 1958 à London dans la province de l'Ontario au Canada) est un joueur de hockey sur glace professionnel. MacTavish est l'ancien entraîneur des Oilers d'Edmonton dans la Ligue nationale de hockey, mais on associe également souvent son nom au casque des joueurs de la LNH : il est en effet le dernier joueur de la ligue à évoluer sans casque jusqu'à sa dernière saison en 1996-1997.

## Carrière de joueur
Il commence sa carrière en jouant en NCAA avec l'université de Lowell et son équipe, les River Hawks de l'UMass-Lowell en 1977. Il se présente en 1978 au repêchage d'entrée dans la Ligue nationale de hockey et est choisi par les Bruins de Boston au cours de la neuvième ronde (153e choix). Il continue encore une saison dans la NCAA avant de faire ses débuts dans la LNH et. Jusqu'à la saison 1982-1983 de la LNH, il passe un peu de temps avec les Bruins et beaucoup de temps dans des équipes de la Ligue américaine de hockey. Il obtient finalement une place dans l'effectif de la franchise pour deux saisons mais il tue une jeune femme de 24 ans lors d'un accident de voiture alors qu'il est sous l'emprise de l'alcool. Il passe un an en prison et à sa sortie, les Bruins considérant qu'il mérite un nouveau départ dans une autre équipe lui propose de casser son contrat, proposition qu'il accepte.
Deux mois plus tard, le président des Oilers d'Edmonton, Glen Sather, fait signer le jeune joueur dans son équipe tout aussi jeune. Le choix de Sather sera le bon, MacTavish passera alors huit saisons avec les Oilers décrochant trois Coupes Stanley (1987, 1988 et 1990). En 1994, juste avant le début des séries éliminatoires de la Coupe Stanley, il rejoint les Rangers de New York. Accompagné de joueurs comme Adam Graves et Mark Messier, il gagne la Coupe Stanley une nouvelle fois. Si pour MacTavish c'est la quatrième Coupe en peu de temps, pour les Rangers, cette victoire vient au bout de 54 saisons de disette. Avec moins de 2 secondes restant au chronomètre lors du dernier match, MacTavish inscrit le but de la victoire, mettant fin aux vues des Canucks de Vancouver sur la Coupe Stanley.
Par la suite, il fait encore trois saisons dans la LNH (avec les Flyers de Philadelphie puis avec les Blues de Saint-Louis) avant de raccrocher ses patins. Avec lui, il est donc le dernier joueur sans casque à mettre fin à sa carrière.

## Carrière d'entraîneur
MacTavish ne quitte pas pour autant le monde du hockey et de la LNH, et devient la saison suivante, l'entraîneur adjoint des Rangers, Colin Campbell. Il occupe le poste pendant deux saisons puis quitte New York pour rejoindre son équipe des années 1980, les Oilers. En 2000, Kevin Lowe entraîneur en chef de l'équipe et promu directeur général de la franchise et MacTavish prend sa suite derrière le banc des Oilers, poste qu'il occupe toujours en 2008. Son équipe accède à la finale de la Coupe Stanley en 2006 en utilisant un système de trappe, empêchant les attaquants adverses de faire des tirs sur son gardien. Les Oilers chutent tout de même en finale contre les Hurricanes de la Caroline.
Le 15 avril 2009, il est congédié par les Oilers à la suite de la non-qualification de l'équipe pour les séries éliminatoires pour une troisième année de suite.
Il revient avec les Oilers le 15 avril 2013 en tant que directeur général de l'équipe en remplacement de Steve Tambellini.
Le 27 février 2020, il est nommé entraîneur du Lausanne HC jusqu'à la fin de la saison 2019-2020.

## Statistiques
| Saison     | Équipe                        | Ligue      |       | Saison régulière | Saison régulière | Saison régulière | Saison régulière | Saison régulière |    | Séries éliminatoires | Séries éliminatoires | Séries éliminatoires | Séries éliminatoires | Séries éliminatoires |
| Saison     | Équipe                        | Ligue      | PJ    | B                | A                | Pts              | Pun              | PJ               | B  | A                    | Pts                  | Pun                  |                      |                      |
| 1977-1978  | River Hawks de l'UMass-Lowell | NCAA       | 24    | 26               | 19               | 45               | -                | -                | -  | -                    | -                    | -                    |                      |                      |
| 1978-1979  | River Hawks de l'UMass-Lowell | NCAA       | 31    | 36               | 52               | 88               | -                | -                | -  | -                    | -                    | -                    |                      |                      |
| 1979-1980  | Dusters de Binghamton         | LAH        | 34    | 17               | 15               | 32               | 20               | -                | -  | -                    | -                    | -                    |                      |                      |
| 1979-1980  | Bruins de Boston              | LNH        | 46    | 11               | 17               | 28               | 8                | 10               | 2  | 3                    | 5                    | 7                    |                      |                      |
| 1980-1981  | Indians de Springfield        | LAH        | 53    | 19               | 24               | 43               | 89               | 7                | 5  | 4                    | 9                    | 8                    |                      |                      |
| 1980-1981  | Bruins de Boston              | LNH        | 24    | 3                | 5                | 8                | 13               | -                | -  | -                    | -                    | -                    |                      |                      |
| 1981-1982  | Blades d'Érié                 | LAH        | 72    | 23               | 32               | 55               | 37               | -                | -  | -                    | -                    | -                    |                      |                      |
| 1981-1982  | Bruins de Boston              | LNH        | 2     | 0                | 1                | 1                | 0                | -                | -  | -                    | -                    | -                    |                      |                      |
| 1982-1983  | Bruins de Boston              | LNH        | 75    | 10               | 20               | 30               | 18               | 17               | 3  | 1                    | 4                    | 18                   |                      |                      |
| 1983-1984  | Bruins de Boston              | LNH        | 70    | 20               | 23               | 43               | 35               | 1                | 0  | 0                    | 0                    | 0                    |                      |                      |
| 1985-1986  | Oilers d'Edmonton             | LNH        | 74    | 23               | 24               | 47               | 70               | 10               | 4  | 4                    | 8                    | 11                   |                      |                      |
| 1986-1987  | Oilers d'Edmonton             | LNH        | 79    | 20               | 19               | 39               | 55               | 21               | 1  | 9                    | 10                   | 16                   |                      |                      |
| 1987-1988  | Oilers d'Edmonton             | LNH        | 80    | 15               | 17               | 32               | 47               | 19               | 0  | 1                    | 1                    | 31                   |                      |                      |
| 1988-1989  | Oilers d'Edmonton             | LNH        | 80    | 21               | 31               | 52               | 55               | 7                | 0  | 1                    | 1                    | 8                    |                      |                      |
| 1989-1990  | Oilers d'Edmonton             | LNH        | 80    | 21               | 22               | 43               | 89               | 22               | 2  | 6                    | 8                    | 29                   |                      |                      |
| 1990-1991  | Oilers d'Edmonton             | LNH        | 80    | 17               | 15               | 32               | 76               | 18               | 3  | 3                    | 6                    | 20                   |                      |                      |
| 1991-1992  | Oilers d'Edmonton             | LNH        | 80    | 12               | 18               | 30               | 98               | 16               | 3  | 0                    | 3                    | 28                   |                      |                      |
| 1992-1993  | Oilers d'Edmonton             | LNH        | 82    | 10               | 20               | 30               | 110              | -                | -  | -                    | -                    | -                    |                      |                      |
| 1993-1994  | Oilers d'Edmonton             | LNH        | 66    | 16               | 10               | 26               | 80               | -                | -  | -                    | -                    | -                    |                      |                      |
| 1993-1994  | Rangers de New York           | LNH        | 12    | 4                | 2                | 6                | 11               | 23               | 1  | 4                    | 5                    | 22                   |                      |                      |
| 1994-1995  | Flyers de Philadelphie        | LNH        | 45    | 3                | 9                | 12               | 23               | 15               | 1  | 4                    | 5                    | 20                   |                      |                      |
| 1995-1996  | Flyers de Philadelphie        | LNH        | 55    | 5                | 8                | 13               | 62               | -                | -  | -                    | -                    | -                    |                      |                      |
| 1995-1996  | Blues de Saint-Louis          | LNH        | 13    | 0                | 1                | 1                | 8                | 13               | 0  | 2                    | 2                    | 6                    |                      |                      |
| 1996-1997  | Blues de Saint-Louis          | LNH        | 50    | 2                | 5                | 7                | 33               | 1                | 0  | 0                    | 0                    | 2                    |                      |                      |
| Totaux LNH | Totaux LNH                    | Totaux LNH | 1 093 | 213              | 267              | 480              | 891              | 193              | 20 | 38                   | 58                   | 218                  |                      |                      |

## Trophées et honneurs personnels

### Ligue nationale de hockey
- Sélectionné pour jouer le 46e Match des étoiles en 1996
- Vainqueur de la Coupe Stanley : 1987, 1988, 1990 et 1994